# Siphona geniculata
Siphona geniculata är en tvåvingeart som först beskrevs av De Geer 1776.  Siphona geniculata ingår i släktet Siphona och familjen parasitflugor. Arten är reproducerande i Sverige. Inga underarter finns listade i Catalogue of Life.

## Bildgalleri

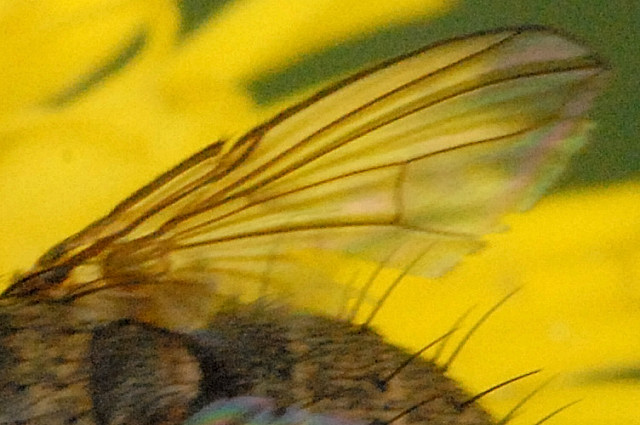